# Alsing Andersen
Alsing Andersen (Copenaghen, 5 febbraio 1893 – Copenaghen, 5 dicembre 1962) è stato un politico danese.
Esponente del Partito Socialdemocratico Danese, fu Ministro della difesa dal 1935 al 1940, vicepresidente del Partito Socialdemocratico Danese dal 1940 al 1945 e presidente dell'Internazionale Socialista dal 1957 al 1962. Inoltre nel secondo dopoguerra ha lavorato per l'ONU come Presidente di una Commissione di inchiesta sulla Rivoluzione ungherese del 1956.